# Spaningssoldat
En spaningssoldat  är en soldat som är specialutbildad i underrättelseinhämtning bakom fiendens linjer samt ytövervakning inom eget behärskat område. Många spaningssoldater har också utbildning i fallskärmshoppning, dykning, prickskytte eller sambandstjänst. Spaningssoldater uppträder ofta i små enheter (omgång eller grupp). Spaningssoldater har till uppgift att med hjälp av rekognosering lämna uppgifter om fiendens förband och verksamhet, uppgifter som sedan leder fram till beslut om hur andra förband skall användas. Detta ställer höga fysiska och psykiska krav på alla i patrullen. 
Infiltration sker vanligtvis till fots men kan även genomföras med hjälp av fordon, helikopter eller båt.

## Sverige
I Sverige ingår en spaningssoldat i en spaningspluton bestående av cirka 30 man och är utrustad med vapen, hjulfordon alternativt bandvagn och sambandsutrustning. I plutonen ingår fyra spaningsgrupper om vardera sex man. Spaningssoldaten har samma fysiska krav som en jägarsoldat. Spaningsförband är idag underställda en bataljon eller Brigad och opererar vanligtvis 10 km framför bataljonen, Brigadspaningssoldater verkar dock ännu djupare än Bataljonspaningssoldater men om det finns möjligheter att få understöd av artilleriförband kan avståndet ökas till 25 km. Det främsta syftet med spaningsförband är att ge underrättelser till närmsta chef för att ge denne underlag att planlägga och leda striden s.k. närspaning. Försvaret kommer under 2016 att upprätta två brigadspaningskompanier som kommer att bestå av tre spaningsplutoner samt en stab- och trosspluton - som skall förse de båda brigadstridsgrupperna med underrättelser. 
Det har också funnits och finns spaningsförband på fördelningsnivå tidigare fördelningsunderrättelsekompani (Lapplands jägarregemente, I 22 nedlagt 2000) och fördelningsunderrättelseskvadron numer 32. underrättelsebataljonen (Livregementets husarer K 3). I dag återstår enbart 32.underrättelsebataljonen vilken inte är fördelningsavgränsad utan nyttjas av högre taktisk chef över hela skalan och består av fjärrspaningssoldater och fallskärmsjägare. Skillnaden mellan fjärrspaningssoldat mot brigadspaningssoldat är att dessa är jägaruttagna. Även  attackdykarna är ett spaningsinriktat jägarförband som skall ge underrättelser till högre chef. Den största skillnaden mellan spaningsförband och spaningsinriktade jägarförband är djup och uthållighet, där jägarförband verkar på ett större djup i fiendens gruppering och under en längre tidsperiod än spaningsförband. Spaning för jägarförband beordras oftast av högre chef för att ge denne underlag för taktiska/operativa/strategiska beslut s.k. fjärrspaning.
Spaningssoldaterna utbildas i sambandsteknologi, underrättelsetjänst, sjukvård, patrullering, infiltrering, exfiltrering, fångsnappning och strid. Stor vikt läggs på konditionsträning, framför allt orientering och marschträning. Vintertid genomförs en vinterutbildning i norra Sverige. Spaningssoldaterna utbildas sedan i överlevnad enligt SERE-metoden med en avslutande övning under flera dygn. Löpande genomförs utbildningsprov i form av fystest, underrättelseprov och truppövningar, inklusive fångförhör och flykt.
Sedan några år finns också Hv Underrättelsekompanier som är ett spaningsförband inom de nationella skyddsstyrkorna. 
Varje spaningssoldat har en specialutbildning som kan vara sjukvårdare, förare av bandfordon, signalist, skarpskytt/prickskytt med mera. Då spaningssoldaterna ofta måste verka under längre tid är det inte ovanligt att de bär med sig upp till 50 kilo packning. Till utrustningen hör bildförstärkare, Radio 180, Dart 380, minor etc.

## Tyskland

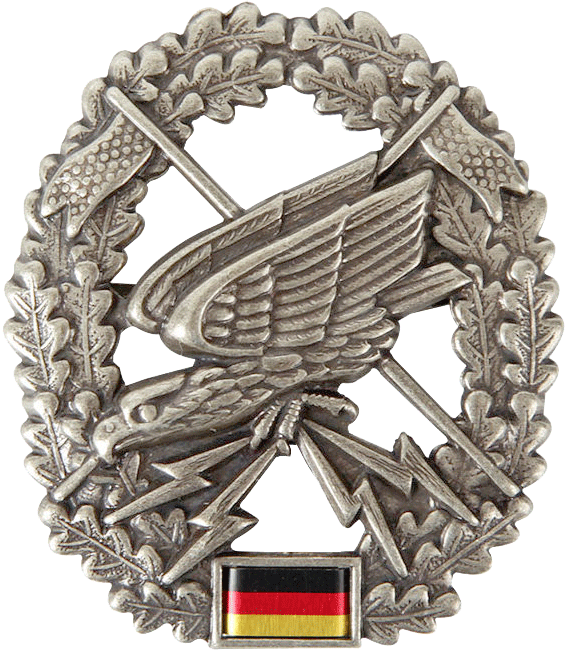
Fjärrspaningstruppernas baskermärke.

I Tyskland ingår spaningssoldater i Fjärrspaningstrupperna (ty. Fernspähtruppe). Tidigare var Fjärrspaningstrupperna ett eget truppslag inom armén, men sedan 2008 är de en del av Arméspaningstrupperna (ty. Heeresaufklärungstruppe) som även inkluderar spaningsrobotar och andra spaningsresurser.
Fjärrspaningstrupper opererar i fyramannagrupper och är direkt underställda en division. Deras uppgift är att hålla sig dolda och observera och rapportera. De kan operera upp till 150 km in på fientligt område och stanna där upp till 14 dagar. De kan infiltrera till fots, med fallskärm, med stridsfordon, helikopter eller RIB-båt. Till skillnad mot många andra länder ingår överfall och sabotage inte i Fjärrspaningstruppernas uppgifter, de uppgifterna faller i stället på fallskärmsjägarna. Fjärrspaningstruppernas motto är oculus exercitus (arméns ögon).